# Пайгін Зіят Асіятович
Зіят Асіятович Пайгін (рос. Зият Асиятович Пайгин; 8 лютого 1995, м. Пенза, Росія) — російський хокеїст, захисник. Виступає за «Ак Барс» (Казань) у Континентальній хокейній лізі.  
Вихованець хокейної школи «Дизель» (Пенза). Виступав за «Ірбіс» (Казань), «Барс» (Казань).
У чемпіонатах КХЛ — 28 матчів (1+1).
У складі молодіжної збірної Росії учасник чемпіонату світу 2015. 
Досягнення
- Срібний призер молодіжного чемпіонату світу (2015).